# Elecciones provinciales de La Rioja (Argentina) de 1991
El 27 de octubre de 1991 se realizaron elecciones para elegir Gobernador, vicegobernador y 16 diputados provinciales, de la Provincia de La Rioja. El resultado estableció que el peronista Bernabé Arnaudo triunfe frente al lema de Mario Santander.

## Renovación legislativa
| Departamento           | Diputados | A renovar |
| ---------------------- | --------- | --------- |
| Ángel V. Peñaloza      | 1         | 1         |
| Arauco                 | 3         | 1         |
| Belgrano               | 1         | 1         |
| Capital                | 7         | 4         |
| Castro Barros          | 1         | —         |
| Chamical               | 2         | 1         |
| Chilecito              | 3         | 2         |
| Facundo Quiroga        | 1         | —         |
| Famatina               | 1         | —         |
| Felipe Varela          | 2         | 1         |
| Independencia          | 1         | 1         |
| Lamadrid               | 1         | 1         |
| Ocampo                 | 1         | 1         |
| Rosario Vera Peñaloza  | 2         | —         |
| San Blas de los Sauces | 1         | 1         |
| San Martín             | 1         | 1         |
| Sanagasta              | 1         | —         |
| Sarmiento              | 1         | —         |
| Total                  | 31        | 16        |

## Resultados

### Gobernador y vicegobernador
| Lema                  | Lema                                   | Sublema               | Fórmula               | Fórmula               | Sublema               | Sublema               | Lema    | Lema  |
| Lema                  | Lema                                   | Sublema               | Gobernador            | Vicegobernador        | Votos                 | %                     | Votos   | %     |
| --------------------- | -------------------------------------- | --------------------- | --------------------- | --------------------- | --------------------- | --------------------- | ------- | ----- |
|                       | Partido Justicialista                  | Sublema A             | Bernabé Arnaudo       | Luis Beder Herrera    | 30.502                | 37,17                 | 82.051  | 78,72 |
| Sublema C             | Partido Justicialista                  | Mario Santander       |                       | 27.117                | 33,05                 |                       | 82.051  | 78,72 |
| Sublema B             | Partido Justicialista                  |                       |                       | 13.077                | 15,94                 |                       | 82.051  | 78,72 |
| Sublema D             | Partido Justicialista                  |                       |                       | 11.355                | 13,84                 |                       | 82.051  | 78,72 |
|                       | Unión Cívica Radical                   | —                     |                       |                       | —                     | —                     | 19.546  | 18,75 |
|                       | Movimiento de Integración y Desarrollo | —                     |                       |                       | —                     | —                     | 928     | 0,89  |
|                       | Partido Comunista                      | —                     |                       |                       | —                     | —                     | 599     | 0,57  |
|                       | Fuerza Republicana                     | —                     |                       |                       | —                     | —                     | 576     | 0,55  |
|                       | Frente Político Riojano                | —                     |                       |                       | —                     | —                     | 310     | 0,30  |
|                       | Movimiento al Socialismo               | —                     |                       |                       | —                     | —                     | 226     | 0,22  |
| Votos positivos       | Votos positivos                        | Votos positivos       | Votos positivos       | Votos positivos       | Votos positivos       | Votos positivos       | 104.236 | 97,28 |
| Votos en blanco       | Votos en blanco                        | Votos en blanco       | Votos en blanco       | Votos en blanco       | Votos en blanco       | Votos en blanco       | 1,626   | 1,52  |
| Votos anulados        | Votos anulados                         | Votos anulados        | Votos anulados        | Votos anulados        | Votos anulados        | Votos anulados        | 702     | 0,66  |
| Diferencia de actas   | Diferencia de actas                    | Diferencia de actas   | Diferencia de actas   | Diferencia de actas   | Diferencia de actas   | Diferencia de actas   | 592     | 0,55  |
| Participación         | Participación                          | Participación         | Participación         | Participación         | Participación         | Participación         | 107.156 | 80,00 |
| Electores registrados | Electores registrados                  | Electores registrados | Electores registrados | Electores registrados | Electores registrados | Electores registrados | 133.945 | 100   |
| Fuente:               |                                        |                       |                       |                       |                       |                       |         |       |

### Legislatura
| ← 1989 · Legislatura · 1993 → | ← 1989 · Legislatura · 1993 →          | ← 1989 · Legislatura · 1993 → | ← 1989 · Legislatura · 1993 → | ← 1989 · Legislatura · 1993 → | ← 1989 · Legislatura · 1993 → | ← 1989 · Legislatura · 1993 → | ← 1989 · Legislatura · 1993 → |
| Lema                          | Lema                                   | Sublema                       | Sublema                       | Sublema                       | Lema                          | Lema                          | Lema                          |
| Lema                          | Lema                                   | Sublema                       | Votos                         | %                             | Votos                         | %                             | Bancas                        |
| ----------------------------- | -------------------------------------- | ----------------------------- | ----------------------------- | ----------------------------- | ----------------------------- | ----------------------------- | ----------------------------- |
|                               | Partido Justicialista                  | Sublema A                     | 31.274                        | 48,58                         | 64.373                        | 76,10                         | 15/16                         |
| Sublema C                     | Partido Justicialista                  | 16.668                        | 25,89                         |                               | 64.373                        | 76,10                         | 15/16                         |
| Sublema B                     | Partido Justicialista                  | 9.537                         | 14,82                         |                               | 64.373                        | 76,10                         | 15/16                         |
| Sublema D                     | Partido Justicialista                  | 6.894                         | 10,71                         |                               | 64.373                        | 76,10                         | 15/16                         |
|                               | Unión Cívica Radical                   | —                             | —                             | —                             | 16.608                        | 19,63                         | 1/16                          |
|                               | Partido Comunista                      | —                             | —                             | —                             | 1.390                         | 1,64                          |                               |
|                               | Movimiento de Integración y Desarrollo | —                             | —                             | —                             | 1.102                         | 1,30                          |                               |
|                               | Fuerza Republicana                     | —                             | —                             | —                             | 566                           | 0,67                          |                               |
|                               | Frente Político Riojano                | —                             | —                             | —                             | 364                           | 0,43                          |                               |
|                               | Movimiento al Socialismo               | —                             | —                             | —                             | 187                           | 0,22                          |                               |
| Votos positivos               | Votos positivos                        | Votos positivos               | Votos positivos               | Votos positivos               | 84.590                        | 90,75                         |                               |
| Votos en blanco               | Votos en blanco                        | Votos en blanco               | Votos en blanco               | Votos en blanco               | 1.878                         | 2,01                          |                               |
| Votos anulados                | Votos anulados                         | Votos anulados                | Votos anulados                | Votos anulados                | 626                           | 0,67                          |                               |
| Diferencia de actas           | Diferencia de actas                    | Diferencia de actas           | Diferencia de actas           | Diferencia de actas           | 6.118                         | 6,56                          |                               |
| Participación                 | Participación                          | Participación                 | Participación                 | Participación                 | 93.212                        | 69,59                         |                               |
| Electores registrados         | Electores registrados                  | Electores registrados         | Electores registrados         | Electores registrados         | 133.945                       | 100                           |                               |
| Fuentes:                      |                                        |                               |                               |                               |                               |                               |                               |

#### Electos
| Departamento           | Diputado                   |
| ---------------------- | -------------------------- |
| Ángel V. Peñaloza      | Carlos Aníbal Ruiz         |
| Arauco                 | Claro Federico Mena        |
| Belgrano               | Elvio Ramón Romero         |
| Capital                | Edgardo R. Aballay         |
| Capital                | Ramón R. Gudiño            |
| Capital                | Jorge Raúl Maza            |
| Capital                | ?                          |
| Chamical               | Juan Pedro Carbel          |
| Chilecito              | Marcelo Eduardo Avilar     |
| Chilecito              | José Cirilo López          |
| Felipe Varela          | Pedro Alejandro Hugaz      |
| Independencia          | José López                 |
| Lamadrid               | Arturo Olivera             |
| Ocampo                 | Domingo Nicolás Díaz       |
| San Blas de los Sauces | Jesús Osvaldo Scarttezzini |
| San Martín             | Raúl N. Falcón             |